# Nuoto ai campionati mondiali di nuoto 2013 - 50 metri farfalla femminili
Le qualifiche per la semifinale si sono svolte la mattina del 2 agosto 2013, mentre la semifinale si è svolta la sera dello stesso giorno. La finale, invece, si è svolta la sera del 3 agosto 2013.

## Medaglie
| Posizione | Atleta              | Paese       |
| --------- | ------------------- | ----------- |
| Oro       | Jeanette Ottesen    | Danimarca   |
| Argento   | Lu Ying             | Cina        |
| Bronzo    | Ranomi Kromowidjojo | Paesi Bassi |

## Record
Prima della manifestazione il record del mondo (WR) e il record dei campionati (CR) erano i seguenti.
| Record mondiale       | 25"07 | Therese Alshammar Svezia | 31 luglio 2009 Roma, Italia |
| Record dei campionati | 25"07 | Therese Alshammar Svezia | 31 luglio 2009 Roma, Italia |

## Risultati

### Batterie
| Pos. | Batteria | Corsia | Atleta                  | Nazionalità                   | Tempo | Note |
| ---- | -------- | ------ | ----------------------- | ----------------------------- | ----- | ---- |
| 1    | 6        | 5      | Francesca Halsall       | Gran Bretagna                 | 25"69 | Q    |
| 1    | 7        | 4      | Jeanette Ottesen        | Danimarca                     | 25"69 | Q    |
| 3    | 7        | 6      | Lu Ying                 | Cina                          | 25"82 | Q    |
| 4    | 5        | 8      | Brittany Elmslie        | Australia                     | 26"03 | Q    |
| 5    | 5        | 5      | Christine Magnuson      | Stati Uniti                   | 26"12 | Q    |
| 6    | 7        | 5      | Inge Dekker             | Paesi Bassi                   | 26"15 | Q    |
| 7    | 5        | 3      | Dana Vollmer            | Stati Uniti                   | 26"29 | Q    |
| 8    | 5        | 4      | Ranomi Kromowidjojo     | Paesi Bassi                   | 26"31 | Q    |
| 9    | 7        | 7      | Silvia Di Pietro        | Italia                        | 26"31 | Q    |
| 10   | 7        | 3      | Kimberly Buys           | Belgio                        | 26"35 | Q    |
| 11   | 6        | 6      | Sophia Batchelor        | Nuova Zelanda                 | 26"45 | Q    |
| 11   | 7        | 0      | Farida Osman            | Egitto                        | 26"45 | Q    |
| 13   | 6        | 9      | Tao Li                  | Singapore                     | 26"48 | Q    |
| 14   | 5        | 6      | Svetlana Čimrova        | Russia                        | 26"51 | Q    |
| 15   | 7        | 8      | Sandrine Mainville      | Canada                        | 26"52 | Q    |
| 16   | 6        | 3      | Mélanie Henique         | Francia                       | 26"54 | S    |
| 16   | 6        | 8      | Alexandra Wenk          | Germania                      | 26"54 | S    |
| 18   | 6        | 4      | Alicia Coutts           | Australia                     | 26"56 |      |
| 19   | 5        | 7      | Ilaria Bianchi          | Italia                        | 26"63 |      |
| 20   | 7        | 2      | Daynara de Paula        | Brasile                       | 26"68 |      |
| 21   | 6        | 7      | Louise Hansson          | Svezia                        | 26"71 |      |
| 22   | 6        | 1      | Anna Dowgiert           | Polonia                       | 26"72 |      |
| 23   | 7        | 9      | Elmira Aigaliyeva       | Kazakistan                    | 26"76 |      |
| 24   | 6        | 2      | Ingvild Snildal         | Norvegia                      | 26"87 |      |
| 25   | 5        | 2      | Noemie Thomas           | Canada                        | 26"88 |      |
| 26   | 4        | 8      | Jeserik Pinto           | Venezuela                     | 26"94 |      |
| 27   | 6        | 0      | Siobhan-Marie O'Connor  | Gran Bretagna                 | 26"98 |      |
| 28   | 5        | 0      | Amit Ivry               | Israele                       | 27"04 |      |
| 29   | 4        | 3      | Carolina Colorado       | Colombia                      | 27"18 |      |
| 30   | 4        | 5      | Hwang Seo-Jin           | Corea del Sud                 | 27"22 |      |
| 31   | 4        | 2      | Katarína Listopadová    | Slovacchia                    | 27"32 |      |
| 32   | 5        | 9      | Trudi Maree             | Sudafrica                     | 27"40 |      |
| 33   | 4        | 1      | Lisa Zaiser             | Austria                       | 27"41 |      |
| 34   | 5        | 1      | Kristel Vourna          | Grecia                        | 27"49 |      |
| 35   | 4        | 6      | İris Rosenberger        | Turchia                       | 27"66 |      |
| 35   | 4        | 7      | Gabriela Ņikitina       | Lettonia                      | 27"66 |      |
| 35   | 4        | 9      | Chan Kin Lok            | Hong Kong                     | 27"66 |      |
| 38   | 7        | 1      | Marie Wattel            | Francia                       | 27"77 |      |
| 39   | 4        | 0      | Rita Medrano            | Messico                       | 28"20 |      |
| 40   | 3        | 4      | Marie Meza              | Costa Rica                    | 28"43 |      |
| 41   | 3        | 6      | Poula Øssursdóttir Mohr | Fær Øer                       | 28"52 |      |
| 42   | 3        | 3      | Dorian Mcmenemy         | Rep. Dominicana               | 28"53 |      |
| 43   | 3        | 5      | Maria Lopez Nery        | Paraguay                      | 28"84 |      |
| 44   | 4        | 4      | Maria José Ribera       | Bolivia                       | 29"23 |      |
| 45   | 1        | 3      | Ophelia Swayne          | Ghana                         | 29"60 |      |
| 46   | 3        | 2      | Dalia Torrez            | Nicaragua                     | 29"62 |      |
| 47   | 2        | 5      | Tegan McCarthy          | Papua Nuova Guinea            | 30"17 |      |
| 48   | 3        | 8      | Mira Shami              | Giordania                     | 30"42 |      |
| 49   | 3        | 0      | Felicity Passon         | Seychelles                    | 30"46 |      |
| 50   | 3        | 1      | Emily Mueti             | Kenya                         | 30"55 |      |
| 51   | 2        | 3      | San Su Moe Theint       | Birmania                      | 30"58 |      |
| 52   | 3        | 9      | Irene Prescott          | Tonga                         | 30"87 |      |
| 53   | 2        | 6      | Deandra van der Colff   | Botswana                      | 31"96 |      |
| 54   | 3        | 7      | Oreoluwa Cherebin       | Grenada                       | 32"23 |      |
| 55   | 2        | 4      | Afsana Ismayilova       | Azerbaigian                   | 32"29 |      |
| 56   | 2        | 1      | Johanna Umurungi        | Ruanda                        | 32"35 |      |
| 57   | 2        | 8      | Osisang Chilton         | Palau                         | 33"92 |      |
| 58   | 2        | 7      | Shreya Dhital           | Nepal                         | 34"01 |      |
| 59   | 2        | 2      | Angel de Jesus          | Isole Marianne Settentrionali | 34"82 |      |
| 60   | 1        | 4      | Danisha Paul            | Micronesia                    | 38"39 |      |
|      | 1        | 5      | Emilia Pikkarainen      | Finlandia                     |       | DNS  |

#### Spareggio
| Pos. | Corsia | Atleta          | Nazionalità | Tempo | Note |
| ---- | ------ | --------------- | ----------- | ----- | ---- |
| 16   | 4      | Mélanie Henique | Francia     | 25"94 | Q    |
| 16   | 5      | Alexandra Wenk  | Germania    | 26"78 |      |

### Semifinali

#### Semifinale 1
| Pos. | Corsia | Atleta              | Nazionalità | Tempo | Note |
| ---- | ------ | ------------------- | ----------- | ----- | ---- |
| 1    | 4      | Jeanette Ottesen    | Danimarca   | 25"50 | Q    |
| 2    | 6      | Ranomi Kromowidjojo | Paesi Bassi | 25"68 | Q    |
| 3    | 8      | Mélanie Henique     | Francia     | 25"95 | Q    |
| 4    | 3      | Inge Dekker         | Paesi Bassi | 26"11 | Q    |
| 5    | 7      | Farida Osman        | Egitto      | 26"12 | Q    |
| 6    | 5      | Brittany Elmslie    | Australia   | 26"13 |      |
| 7    | 1      | Svetlana Čimrova    | Russia      | 26"47 |      |
| 8    | 2      | Kimberly Buys       | Belgio      | 26"48 |      |

#### Semifinale 2
| Pos. | Corsia | Atleta             | Nazionalità   | Tempo | Note |
| ---- | ------ | ------------------ | ------------- | ----- | ---- |
| 1    | 4      | Francesca Halsall  | Gran Bretagna | 25"90 | Q    |
| 2    | 6      | Dana Vollmer       | Stati Uniti   | 26"06 | Q    |
| 3    | 5      | Lu Ying            | Cina          | 26"12 | Q    |
| 4    | 3      | Christine Magnuson | Stati Uniti   | 26"19 |      |
| 5    | 7      | Sophia Batchelor   | Nuova Zelanda | 26"34 |      |
| 6    | 2      | Silvia Di Pietro   | Italia        | 26"35 |      |
| 7    | 1      | Tao Li             | Singapore     | 26"47 |      |
| 8    | 8      | Sandrine Mainville | Canada        | 26"59 |      |

### Finale
| Pos. | Corsia | Atleta              | Nazionalità   | Tempo | Note            |
| ---- | ------ | ------------------- | ------------- | ----- | --------------- |
|      | 4      | Jeanette Ottesen    | Danimarca     | 25"24 |                 |
|      | 8      | Lu Ying             | Cina          | 25"42 | Record asiatico |
|      | 5      | Ranomi Kromowidjojo | Paesi Bassi   | 25"53 |                 |
| 4    | 3      | Francesca Halsall   | Gran Bretagna | 25"70 |                 |
| 5    | 7      | Inge Dekker         | Paesi Bassi   | 25"83 |                 |
| 6    | 6      | Mélanie Henique     | Francia       | 25"96 |                 |
| 7    | 1      | Farida Osman        | Egitto        | 26"17 |                 |
| 8    | 2      | Dana Vollmer        | Stati Uniti   | 26"46 |                 |